# Sokol (Wologda)
Sokol (russisch Сокол) ist eine Stadt in Nordwestrussland. Sie liegt in der Oblast Wologda und hat 38.452 Einwohner (Stand 14. Oktober 2010).

## Geographie

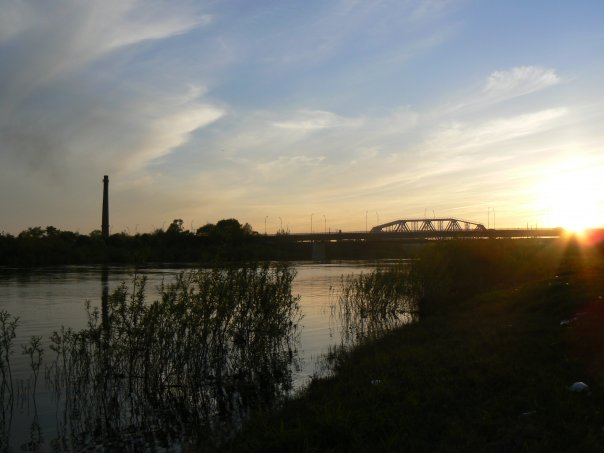
Suchona-Brücke bei Sokol

Die Stadt liegt an der Suchona, dem linken Quellfluss der Nördlichen Dwina, etwa 35 km nördlich der Oblasthauptstadt Wologda. Die nächstgelegene Stadt ist Kadnikow, 12 km östlich von Sokol.
Sokol ist der Oblast administrativ direkt unterstellt und zugleich Verwaltungszentrum des gleichnamigen Rajons.

## Geschichte
Der Ort wurde als Dorf Sokolowo erstmals 1615 erwähnt. Mit Errichtung einer nach dem Dorf Sokol (russisch für Falke) benannten Papierfabrik 1897 entstand eine gleichnamige Arbeitersiedlung, welche 1932 Stadtrecht erhielt und zur drittgrößten Stadt der Oblast wurde.
In der Stadt bestand das Kriegsgefangenenlager 193 für deutsche Kriegsgefangene des Zweiten Weltkriegs. Dem Lager zugeordnet war das Kriegsgefangenenhospital 3732 im 140 km nördlich liegenden Woschega.

### Bevölkerungsentwicklung
| Jahr | Einwohner |
| ---- | --------- |
| 1939 | 29.039    |
| 1959 | 41.709    |
| 1970 | 48.253    |
| 1979 | 45.296    |
| 1989 | 46.604    |
| 2002 | 43.042    |
| 2010 | 38.452    |

Anmerkung: Volkszählungsdaten

## Söhne und Töchter der Stadt
- Witali Sljosow (1930–2013), sowjetisch-ukrainischer Physiker